# 斤
- 關於中國近代市制單位，請見「市制」。
- 關於中文部首，請見「斤部」。

斤，舊時又異寫作觔，是東亞傳統度量衡中的質量單位，起源於中國，再傳到日本、朝鮮半島、越南、馬來半島等地。又稱司马斤。現時多為傳統市場慣用。

## 起源
中国古代有个官职叫「司马」，司馬主要掌管軍事，其中因為糧秣管理需要秤重，於是「司馬」就和重量單位扯上關係。中国自周代开始有重量单位：斤、两、钱、分，也稱为「司马斤」、「司马两」等，计量的工具叫做「司马秤」，这一标准也叫「司马平制标识」。一司马斤等于十六司马两，成語「半斤八两」就是这么来的。

## 質量
不同時代、地區的斤實際質量有所變動，但與其他尺貫法單位的質量比例維持不變。一斤等於十六兩，一斤等於百分一擔，亦即十六兩或一百二十分之一石。晚清時開始英文通常根据马来语寫成catty或kan。

## 古代的斤

### 清朝之前
中国各地、各行业都有各自的斤、两重量标准，並不統一，故經常造成混亂。

### 清朝
清朝採用營造尺、庫平兩。1斤約為596.816克，合16兩，即一兩約為37.301克。
清康熙五十二年（1713年）制的《御製律呂正義》以及《御製數理精蘊》都定度量衡表，而光緒三十四年（1908年）《推行劃一度量衡章程四十條》，形成營造尺、庫平兩的標準化。

## 現代的斤
如今斤分為根據國際單位製的“公斤”（1公斤等於1000克）和民間使用的“市斤”（或根據地區而稱為“<地區>+斤”，如在台灣使用的“台斤”，日本過去使用的“日本斤”），常簡稱“斤”，而市斤的重量根據地區和年代的不同而不同，比較常見的包括中國大陸、金门和马祖地区的500克，台灣和日本的600克，港澳以及東南亞的約605克。
現代的「斤」（市斤）按照各地使用習慣，與公制有如下換算：

### 中國大陆地区

#### 1912年-1915年
北洋政府繼續沿用清朝營造尺庫平制的制度，即1斤約為596.816克。

#### 1915年-1930年
1915年1月7日，北洋政府公佈《權度法》，規定除了原本的營造尺庫平制繼續沿用外，還額外並行萬國權度通制（即國際單位制）。

#### 1930年-1959年
法定1斤等于500克，而16兩為1斤（即1兩等於31.25克）。
國民革命之後，取代北洋政府的國民政府以市用制取代營造尺庫平制，營造尺庫平制走入歷史。
1929年2月制定、1930年1月1日施行的《中华民国度量衡法》第五条所规定：
“市用制長度以公尺三分之一為市尺（簡作尺），重量以公斤二分之一為市斤（簡作斤），容量以公升為市升（簡作升），一斤分為十六兩，一千五百尺定為一里，六千平方尺定為一畝，其餘均以十進。”
该法第六条规定：
“兩：等於斤十六分之一即十錢（0.0625斤）。 ”
这次度衡量改制后，这一历史时期的文献大多采用公制与市用制并行，市制後方用括號括起對應的公制重量。
例如，1944年9月19日晋绥边区行政公署颁发的供给标准： “口粮(每人每天)：军队系统小米1斤8两(750克)”；1945年1月新四军浙东游击纵队司令部规定的供给标准：每人每天“油5钱(15.625克)”，其中的斤、两的定义都符合上述法规。

#### 1959年至今
法定1斤等于500克，而10兩為1斤（即1兩等於50克）。而中药计量仍袭旧制不变（即1斤為605克，而16兩為1斤）。
1959年6月25日中华人民共和国国务院发布《关于统一计量制度的命令》，保留市制，“市制原定十六两为一斤，因为折算麻烦，应当一律改为十两为一斤。”

### 金門及馬祖
中華民國金門、馬祖地區至今仍实行中華民國大陸時期《度量衡法》之规定：1市斤為500 公克，等於16市兩，1 市兩為31.25 公克。

### 台灣
臺灣在清代時，各地的度量衡均不同，因此日治時期成立臺灣總督府度量衡所。臺灣市場所使用的「斤」就受到〈度量衡法〉日斤的影響，統一為1日斤=1臺斤=600公克。1臺斤為600克，等於16臺兩，1臺兩等於37.5克。

### 香港、马来西亚、新加坡
据原香港法例，1884年第廿二條，一斤為11⁄3常衡磅（即3斤等如4磅）。現時香港法律规定一斤等於一百分之一担或者十六兩，即0.60478982 公斤。

同样，新加坡法律規定一斤為11⁄3常衡磅，等於十六兩，即0.6048 公斤。马来西亚因同是前英国殖民地，有相同的规定。

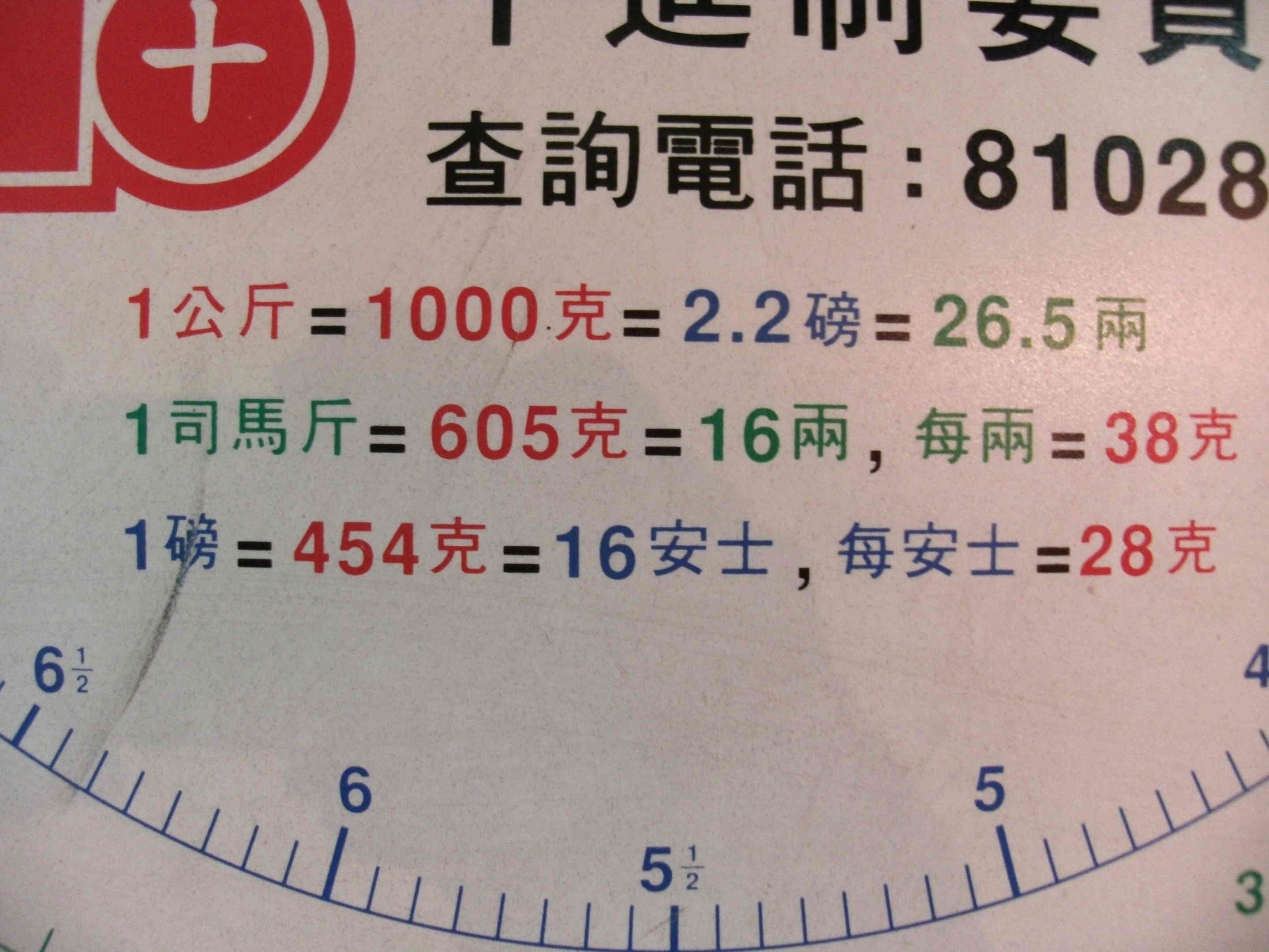
香港菜市場宣傳牌，标出公制单位、中国传统质量度衡量和英制单位的转换比例式，當中：
1 司馬斤 = 605 克

### 日本
在日本，1斤等于600克，但几乎不用。例外情况是現時用在吐司切片前的大块面包計價的斤，据日本面包公平交易协议会的公正競争規約，一斤只需在340克以上，故510克即可称为1.5斤。

### 越南
越南目前使用斤稱之為「cân ta」：1司馬斤（cân ta） = 0.6046千克 = 604.6 克。

## 参閱
- 質量單位
- 度量衡、中國度量衡
- 公斤
- 市斤

## 外部連結
- 《法律停看聽》未敘明斤兩 未必構成詐欺 （页面存档备份，存于）
- 市斤制與台斤制 （页面存档备份，存于）
- 改用公制度量衡
- 台灣的度量衡-度量衡就在你身邊（下）
- 台斤和市斤